# Liste d'entreprises impliquées dans la guerre de Gaza
La liste suivante répertorie des entreprises impliquées dans la fourniture d'armes, de technologies et de soutien logistique à Israël pendant la guerre de Gaza depuis 2023. Ces entreprises fournissent une gamme de produits et de services allant des avions de combat sophistiqués, des drones et des bombes au cloud computing, à la surveillance et à la logistique militaire. Leurs produits, services ou infrastructures ont été largement utilisés dans le cadre d'opérations militaires à Gaza, entraînant des pertes civiles massives et des destructions généralisées, des actions que de nombreuses organisations de défense des droits humains considèrent comme des crimes de guerre potentiels.

## Entreprises
| Entreprise                  | Pays         | Activité |
| --------------------------- | ------------ | --- |
| Allianz                     | Allemagne    | PIMCO, filiale d'Allianz, a acheté près d'un milliard de dollars d'obligations d'État israéliennes depuis les attaques du Hamas du 7 octobre 2023. Un rapport d'experts de l'ONU publié en juin 2025 affirme qu'Allianz contribue au « génocide » par le biais de ses investissements,. |
| Amazon                      | États-Unis   | Amazon fournit des services de cloud computing AWS à l'armée israélienne dans le cadre du projet Nimbus. Les serveurs d'Amazon sont utilisés pour stocker des informations issues de la surveillance de la population de la bande de Gaza. Ils fournissent également des informations de ciblage utilisées dans des frappes aériennes qui ont tué des civils. Selon une enquête de +972 Magazine, les renseignements stockés sur AWS « ont été utilisés dans plusieurs cas pour fournir des « informations supplémentaires » avant des frappes aériennes contre des agents militaires présumés, dont certaines ont tué de nombreux civils ». Ces informations « ont même parfois permis de confirmer des frappes aériennes meurtrières à Gaza, qui auraient également tué et blessé des civils palestiniens »,. En juin 2025, l'entreprise Amazon est citée dans un rapport d'experts de l'ONU comme l'une des entreprises « jouant un rôle central dans l'appareil de surveillance israélien et la destruction continue de Gaza ». |
| Atlas Air                   | États-Unis   | Atlas Air, l'une des plus grandes compagnies aériennes de fret au monde, est directement impliquée dans le transport d'équipements militaires des États-Unis vers Israël pendant la guerre de Gaza. La compagnie est engagée par le département américain de la Défense pour fournir des services d'affrètement aérien, et les données de suivi des vols confirment qu'Atlas Air a effectué plusieurs vols de fret vers la base aérienne israélienne de Nevatim, transportant des matériaux que les militants et les analystes identifient comme des armes, des bombes et d'autres fournitures militaires utilisées dans le bombardement de Gaza,. |
| Autel (en)                  | Chine        | Bien qu'ils aient déclaré au magazine +972 qu'ils refusaient de vendre des drones à des utilisateurs de la région israélienne, le magazine a découvert que des importateurs de la région affirmaient disposer de canaux « informels » pour acheter et même fournir des garanties pour les drones Autel vendus à des clients israéliens, y compris au ministère de la Défense. |
| BAE Systems                 | Royaume-Uni  | BAE Systems produit au moins 15 % des composants du F-35I utilisé par la Force aérienne et spatiale israélienne (IAF). BAE produit également des systèmes électroniques de lancement de missiles et divers composants pour les avions de combat F-15, F-16 et F-35 d'Israël, des appareils que l'armée de l'air israélienne a largement utilisés dans toutes ses attaques contre Gaza. |
| Barclays                    | Royaume-Uni  | Selon un rapport publié en 2024 par War on Want (en), Barclays a considérablement accru son soutien financier aux entreprises d'armement qui fournissent des armes et des technologies militaires à Israël, augmentant son implication de 55 % depuis 2021. La banque détient plus de 2 milliards de livres sterling en actions et accorde 6,1 milliards de livres sterling de prêts et de garanties à neuf de ces entreprises,. En outre, le rapport cite une étude réalisée en décembre 2023 qui révèle que Barclays est le sixième créancier européen des entreprises opérant dans les colonies israéliennes illégales en Cisjordanie occupée,. Barclays a nié avoir investi ses propres fonds dans des entreprises d'armement, affirmant qu'elle n'investissait que l'argent de ses clients et réaffirmant son engagement continu envers l'État d'Israël,. |
| BlackRock                   | États-Unis   | BlackRock est un investisseur institutionnel clé dans les obligations israéliennes et les grandes entreprises de défense, de technologie et d'infrastructure directement liées au siège et à la destruction de Gaza. Plus précisément, BlackRock figure parmi les principaux actionnaires institutionnels de sociétés telles que Lockheed Martin, Caterpillar, Palantir, Microsoft, Amazon, Alphabet Inc. (Google) et IBM, dont les produits et les systèmes sont utilisés dans les démolitions, la surveillance et les attaques militaires contre les civils palestiniens,. |
| Boeing                      | États-Unis   | Boeing a accéléré la livraison de kits de bombes guidées par GPS (Joint Direct Attack Munition) à Israël à la suite des attaques du 7 octobre. Israël a utilisé la bombe GBU-39 Small Diameter Bomb fabriquée par Boeing pendant la guerre de Gaza, notamment lors des bombardements d'un camp de réfugiés à Rafah, de l'école Al-Sardi (en), de l'école Al-Tabaeen (en) et de l'école Fahmi al-Jarjawi (en). |
| Boston Consulting Group     | États-Unis   | Boston Consulting Group a contribué à la conception et à la gestion des opérations commerciales de la Fondation humanitaire de Gaza et a fourni des travaux de modélisation sur la reconstruction d'après-guerre de Gaza, y compris des estimations de coûts pour offrir à des centaines de milliers de Gazaouis des « aides à la relocalisation » d'une valeur de 9 000 dollars par personne en échange de leur départ du territoire,. |
| Caterpillar                 | États-Unis   | Depuis des décennies, Caterpillar fournit à Israël des bulldozers lourds blindés D9, que l'armée israélienne utilise largement dans le cadre d'opérations menées dans les territoires palestiniens occupés. Ces bulldozers, blindés et dont certains ont été convertis pour être télécommandés, jouent un rôle central dans la démolition de maisons, d'infrastructures et de sites culturels, des actions qui, selon les organisations de défense des droits humains, pourraient constituer des crimes de guerre. Cet équipement a également été utilisé pour créer des zones tampons et construire des routes, telles que le corridor de Netzarim, facilitant ainsi le contrôle militaire israélien à long terme sur Gaza. Malgré les appels lancés par des organisations de défense des droits humains telles que Human Rights Watch pour mettre fin à ces ventes, Caterpillar a maintenu qu'elle ne pouvait contrôler l'utilisation qui était faite de ses produits après leur achat,. En juin 2025, un rapport d'experts de l'ONU désigne Caterpillar comme fournisseur d'équipements utilisés pour détruire des biens dans les territoires palestiniens,. |
| Chevron                     | États-Unis   | Chevron joue un rôle important dans l'exploitation des ressources en gaz naturel en Méditerranée orientale, notamment dans les champs gaziers Leviathan et Tamar 2 au large des côtes israélienne et palestinienne. La société tire un avantage financier du contrôle exercé par Israël sur les ressources maritimes auxquelles les Palestiniens n'ont pas accès en raison du blocus de Gaza et de l'absence de souveraineté maritime,. |
| Day & Zimmermann (en)       | États-Unis   | Day & Zimmermann fabrique des munitions M830A1 (en) (obus à charge creuse) pour l'armée américaine. Pendant la guerre de Gaza, 14 000 de ces munitions ont été transférées des stocks de l'armée américaine à l'armée israélienne. |
| DJI                         | Chine        | Selon une enquête menée par Al Jazeera, l'armée israélienne utilise des drones DJI modernisés, en particulier son modèle Agras (en), pendant la guerre de Gaza pour attaquer des abris civils et des hôpitaux, ainsi que pour surveiller les prisonniers de guerre palestiniens utilisés comme boucliers humains (en). Tsahal utilise plusieurs modèles DJI tels que l'Agras, l'Avata et le Mavic (en) pendant la guerre à des fins diverses, notamment la surveillance et le largage de bombes. Contrairement à ce qu'elle a fait lors de l'invasion russe en Ukraine, DJI n'a pas encore suspendu la vente de ses drones à l'armée israélienne. |
| Elbit Systems               | Israël       | Elbit Systems, le plus grand fabricant d'armes d'Israël, est l'un des principaux fournisseurs d'armes et de technologies de surveillance de l'armée israélienne. Ses drones (Hermes et Skylark), ses bombes MPR 500 et ses systèmes de ciblage avancés ont été largement utilisés à Gaza, en Cisjordanie et au Liban. Ces systèmes, conçus pour la guerre urbaine, ont été utilisés dans des attaques telles que le raid aérien de 2024 à Habbarieh, au Liban, qui a tué sept civils et l'attaque par Israël contre le convoi humanitaire de World Central Kitchen à Gaza (en) toutes deux considérées comme des crimes de guerre potentiels. Elbit a également joué un rôle clé dans le développement du mur « intelligent » frontalier israélien à Gaza. Le 13 octobre 2023, l'armée israélienne tire des obus de char de 120 mm sur des journalistes dans le sud du Liban, tuant le journaliste de Reuters Issam Abdallah (en) et en blessant six autres. |
| Eurolinks                   | France       | Visé par une plainte de la Ligue des Droits de l'Homme pour avoir fourni des composants de maillons pour fusils mitrailleurs à une filiale de Elbit Systems. Un conteneur contenant du matériel de guerre à été arrêté au port de Fos-sur-Mer par la CGT des dockers. |
| FANUC                       | Japon        | La société FANUC fournit des robots industriels destinés aux chaînes de production d'armes. Elle approvisionne notamment Israel Aerospace Industries, Elbit Systems et Lockheed Martin |
| General Dynamics            | États-Unis   | General Dynamics fabrique les bombes Mark 84, dont 14 000 ont été livrées à Israël par les États-Unis et utilisées comme bombes principales de 2 000 livres. C'est la seule entreprise qui produit les bombes de la série Mark 80 (en). La bombe de 2 000 livres est extrêmement destructrice et ne peut être utilisée dans des zones peuplées sans causer d'importantes pertes civiles. Son explosion tue instantanément dans un rayon de 30 mètres et projette des fragments mortels jusqu'à 365 mètres. Israël aurait largué plus de 500 bombes de ce type sur le nord de Gaza jusqu'au 6 novembre 2023, notamment lors d'une frappe meurtrière sur le camp de réfugiés de Jabalia. À la mi-novembre, plus de 208 bombes avaient été larguées dans le sud de Gaza, y compris dans des zones pourtant désignées comme zones de sécurité. Les attaques contre des familles à Deir al-Balah (Massacre de la farine - 118 civils palestiniens morts et au moins 760 blessés) ont été qualifiées de crimes de guerre potentiels par Amnesty International et l'ONU. Jason Aiken, directeur financier de General Dynamics, a déclaré : « Je pense que si l'on examine le potentiel de demande supplémentaire qui en découle, le plus important à souligner et qui ressort vraiment est probablement celui lié à l'artillerie ». |
| Glencore                    | Suisse       | Glencore est l'un des principaux fournisseurs de charbon et d'autres combustibles fossiles d'Israël. Selon le rapport de l'ONU, ses filiales ont fourni environ 15 % du charbon importé par Israël entre octobre 2023 et 2024,. |
| Google                      | États-Unis   | En 2021, Google et Amazon décrochent un contrat de 1,2 milliard de dollars avec le gouvernement israélien pour le projet Nimbus, une initiative dans le domaine du cloud computing. Des documents internes de Google obtenus par le journaliste Sam Biddle (en) révèlent que Google fournit à Israël des capacités avancées en matière d'intelligence artificielle, notamment la détection faciale, la catégorisation automatisée des images, le suivi d'objets et l'analyse des sentiments à partir d'images, de discours et de textes. Fin 2023, Google accorde au ministère israélien de la Défense un accès élargi à sa plateforme d'IA Vertex, et en mars 2024, l'armée israélienne signe un accord de consultation directe avec Google afin d'étendre davantage son utilisation des services Google Cloud. Tout au long de l'année 2024, Google répond à des demandes supplémentaires de l'armée israélienne, notamment l'accès au modèle d'IA générative Gemini et aux outils de reconnaissance faciale de Google Photos, qui auraient été utilisés pour la surveillance de masse des Palestiniens à Gaza. Ces services ont été fournis dans le cadre de contrats spéciaux qui excluent les conditions d'utilisation standard de Google, accordant à Israël une totale liberté d'action sur cette technologie,. En avril 2024, Google licencie plus de 50 employés qui protestaient contre l'implication de l'entreprise dans les activités militaires d'Israël. En février 2025, Alphabet, la société mère de Google, lève son interdiction d'utiliser l'IA à des fins militaires. En juin 2025, Google/Alphabet est désigné par un rapport d'experts de l'ONU comme l'une des entreprises « jouant un rôle central dans l'appareil de surveillance israélien et la destruction continue de Gaza »,. |
| HD Hyundai (en)             | Corée du Sud | Selon un rapport d'experts de l'ONU publié en juin 2025, HD Hyundai aurait fourni des engins lourds qui ont été utilisés pour détruire des biens dans les territoires palestiniens,. |
| Honeywell                   | États-Unis   | L'un des fragments retrouvés après le bombardement de l'école Al-Sardi (en) est une unité de mesure inertielle fabriquée par Honeywell. |
| IBM                         | États-Unis   | En juin 2025, IBM est cité dans un rapport d'experts de l'ONU comme l'une des entreprises « jouant un rôle central dans l'appareil de surveillance israélien et la destruction continue de Gaza »,. |
| Israel Aerospace Industries | Israel       | Israel Aerospace Industries (IAI), un important fabricant d'armes appartenant à l'État, fournit des systèmes militaires essentiels à l'armée israélienne, notamment le drone de combat Heron TP utilisé lors des frappes à Gaza et le véhicule tactique Zibar destiné aux unités d'élite,. Lors d'une conférence téléphonique avec des investisseurs le 22 novembre, le PDG d'IAI, Boaz Levy, déclare que les drones Heron avaient « joué un rôle central » dans les attaques israéliennes contre Gaza, notamment dans les opérations de frappe. |
| Leonardo                    | Italie       | Selon un rapport d'experts de l'ONU datant de juin 2025, l'entreprise Leonardo aurait fourni des armes destinées à être utilisées à Gaza. |
| Lockheed Martin             | États-Unis   | Lockheed Martin produit et fournit à l'armée de l'air israélienne le F-35I (en), une variante spéciale du F-35. Le F-35I a été utilisé pour des frappes aériennes à Gaza et transporte généralement deux bombes GBU-31(V)1 JDAM qui ont été utilisés dans des bombardements d'hôpitaux. Des F-35I ont également été utilisés lors de l'attaque contre la zone humanitaire d'Al-Mawasi, qui a fait au moins 19 morts. Lockheed Martin a souligné que les conflits en Israël et en Ukraine constituaient des opportunités potentielles pour la croissance future de ses revenus. En juin 2025, un rapport d'experts de l'ONU désigne l'entreprise Lockheed Martin comme étant le fournisseur présumé d'armes utilisées à Gaza. |
| Maersk                      | Danemark     | Maersk transporte des composants, des pièces détachées, des armes et des matières premières. L'entreprise a permis le maintien de l'approvisionnement en armes américaines à Israël. |
| MBDA                        | France       | La filiale américaine de MBDA vend des pièces à Boeing pour la fabrique de bombes GBU-39, utilisées lors de frappes aériennes israéliennes qui ont tué des civils, y compris des enfants, pendant la guerre. |
| Meta                        | États-Unis   | Israël a utilisé Facebook pour recruter des conducteurs de bulldozers afin de détruire les infrastructures civiles à Gaza. Le Dr John Reynolds, de l'université de Maynooth, a déclaré que « cela pourrait constituer une forme d'aide ou de facilitation de crimes de guerre en violation du droit international humanitaire ». |
| Microsoft                   | États-Unis   | L'armée israélienne a utilisé la plateforme de cloud computing Azure et les services d'intelligence artificielle de Microsoft pendant la guerre de Gaza pour identifier des cibles. Le ministère israélien de la Défense est le deuxième plus gros client militaire de Microsoft,. En juin 2025, Microsoft est citée dans un rapport d'experts de l'ONU comme l'une des entreprises « jouant un rôle central dans l'appareil de surveillance israélien et la destruction continue de Gaza »,. |
| Oshkosh                     | États-Unis   | Oshkosh Corporation « a confirmé avoir vendu, et continuer à vendre, des équipements utilisés [par l'armée israélienne] à Gaza ». En juin 2025, le fonds de pension norvégien KLP (en) s'est désengagé d'Oshkosh en raison de son rôle dans la guerre. |
| Palantir                    | États-Unis   | Palantir Technologies a joué un rôle important dans le soutien des opérations militaires israéliennes pendant la guerre de Gaza en fournissant des outils avancés d'intelligence artificielle (IA) et d'analyse de données. En janvier 2024, Palantir étend son partenariat avec Israël, fournissant de nouvelles technologies basées sur l'IA, spécialement conçues pour aider le ministère israélien de la Défense dans sa campagne en cours à Gaza ,. Le logiciel Palantir est utilisé pour améliorer les capacités de ciblage d'Israël, ce qui permet à ce pays de tirer trois missiles à partir de drones sur trois véhicules d'aide clairement identifiés. Le PDG Alex Karp est un fervent partisan d'Israël, déclarant : « Je suis fier que nous soutenions Israël de toutes les manières possibles. » Plusieurs employés d'Alex Karp ont choisi de démissionner en raison de son soutien public à Israël,. En juin 2025, l'entreprise Palantir est citée dans un rapport d'experts de l'ONU comme fournissant des « outils d'IA » à l'armée israélienne, sans toutefois préciser leur utilisation,. |
| Rheinmetall                 | Allemagne    | Rheinmetall et BAE Systems produisent des canon automoteurs M109 de 155 mm que l'armée israélienne utilise pour bombarder des zones densément peuplées à Gaza. Amnesty International a également trouvé des preuves de l'utilisation de munitions au phosphore blanc dans ces canons d'artillerie automoteurs. |
| Starlink                    | États-Unis   | En octobre 2023, l'armée israélienne obtient l'accès à Starlink, fournissant ainsi un soutien essentiel en matière de communication quelques jours après les attaques du 7 octobre. Certaines informations indiquent que l'autorisation accordée à Starlink en février 2024 pour une utilisation à Gaza aurait pu soutenir les opérations militaires israéliennes, permettant potentiellement les assauts sur l'hôpital Al-Shifa. |
| Thales                      | France       | Produit des composants pour le Hermes 900 (lui même produit par Elbit Systems et utilisé pendant la guerre). Au moins deux livraisons ont eu lieu en 2024, les autres auraient été interrompues par la douane. |
| Vanguard                    | États-Unis   | Vanguard a acheté pour plus de 500 millions de dollars d'obligations d'État israéliennes depuis les attaques du 7 octobre Vanguard a également été identifié dans un rapport d'experts de l'ONU comme l'un des plus grands investisseurs institutionnels dans des entreprises fournissant des armes et un soutien à Israël. |
| Volvo                       | Suède        | Volvo a fourni des engins de chantier lourds, notamment des excavatrices et des bulldozers, par l'intermédiaire de concessionnaires agréés, qui ont été utilisés pour démolir des maisons et des infrastructures palestiniennes, notamment à Jérusalem-Est et dans des villages tels que Umm al-Khair (Hébron). Malgré les affirmations de Volvo selon lesquelles ces machines ont été acquises par l'intermédiaire de revendeurs et destinées à un usage civil, un rapport d'experts de l'ONU estime que l'entreprise est matériellement complice du soutien au « processus d'expulsions » et avertit que les fournisseurs passifs deviennent des contributeurs délibérés aux pratiques d'occupation,. |
| Woodward HRT (en)           | États-Unis   | Des fragments de la GBU-39 trouvés sur le site de l'attaque de l'école Al-Sardi identifient Woodward HRT comme le fournisseur de l'arme utilisée lors de l'attaque. |
| ZIM (shipping company) (en) | Israël       | Livre des armes pour le compte de Elbit Systems |